# Šuljci
Šuljci (cyr. Шуљци) – wieś w Bośni i Hercegowinie, w Republice Serbskiej, w gminie Foča. W 2013 roku liczyła 82 mieszkańców.